# To Domatio
To Domatio är ett av den grekiska artisten Christos Dantis musikalbum. Albumet släpptes år 2001 och är på två skivor.

## Låtlista

### CD 1
1. To Domatio
2. Vale Ke Xanavale
3. To Ohima Tou Dimou
4. Dos'mou Fotia
5. Himonas Ine (Duett med Notis Sfakianakis)
6. 1002 Simadia
7. Petalouda Sto Fos
8. Mono Esi
9. Lefki Xartopetseta
10. Mia Grammi
11. Iparhoune Stigmes
12. Se Thea Thniti
13. Mou Zitas Pnoi Theiki
14. Saravalo

### CD 2
1. I Wanna Give You My Heart
2. Nobody But You
3. Here I Go Again
4. Stay Young
5. A New Reality
6. Nobody But You (Positive Energy Remix)
7. Oh My